# San Giovanni Valle Roveto
San Giovanni Valle Roveto è una frazione di circa 200 abitanti del comune di San Vincenzo Valle Roveto (AQ), in Abruzzo.

## Geografia fisica
La località della valle Roveto è costituita dal borgo nuovo, ricostruito dopo il terremoto della Marsica del 1915 situato a quota 360 m s.l.m. e da quello vecchio posto ad un'altitudine superiore pari a 583 m s.l.m. alle pendici dei colli di Santa Maria e Mattone (1 500 m s.l.m.) che segnano ad est il confine montuoso con la Vallelonga.
San Giovanni Valle Roveto Vecchio dista circa 1,7 chilometri dalla sede comunale di San Vincenzo Valle Roveto Inferiore.

## Storia

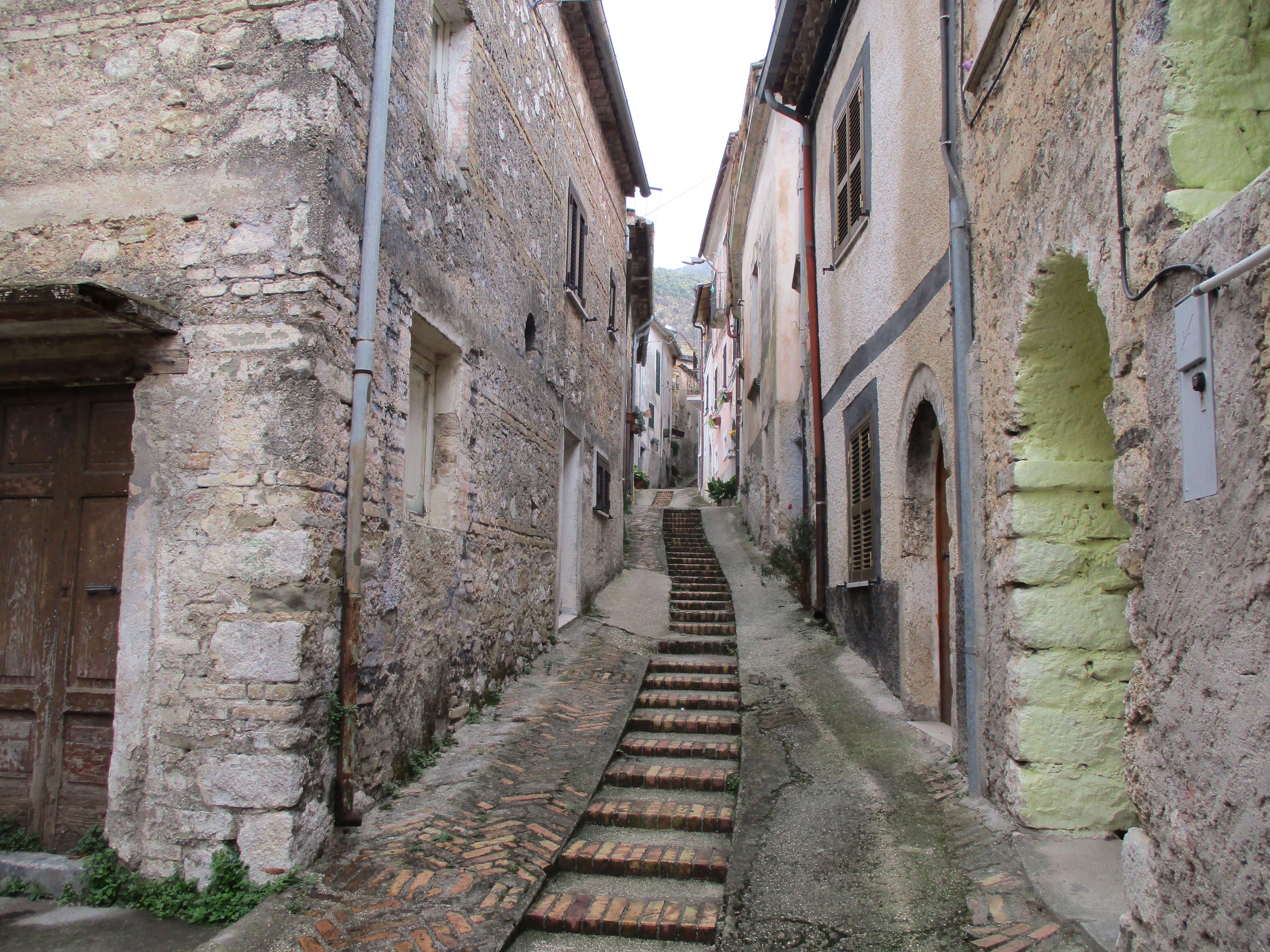
Scorcio di San Giovanni Vecchio

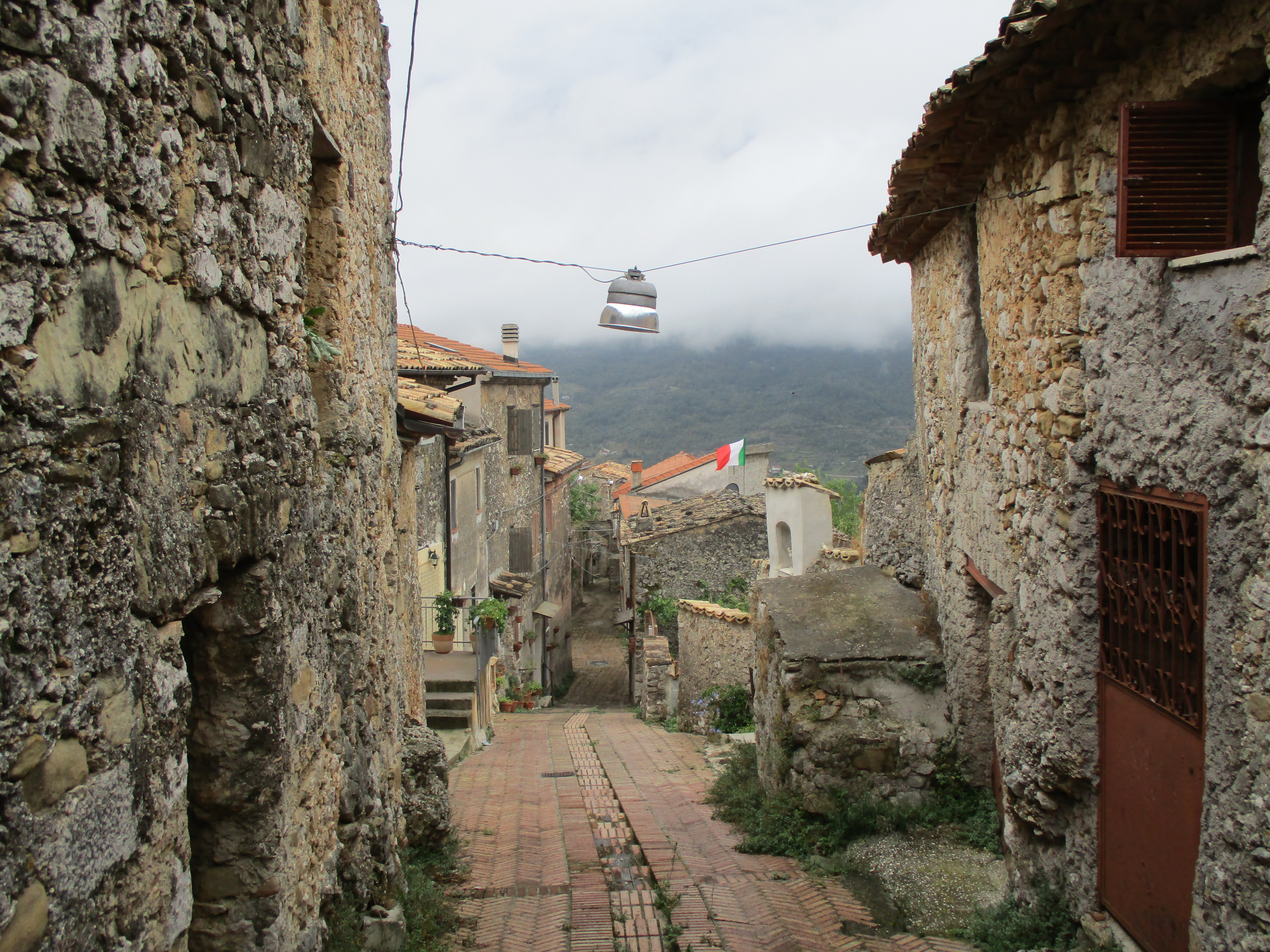
Parte superiore del borgo vecchio

La località di Colle Eretto (Colle Erectum), situata a nord della contemporanea Balsorano, appare nel 1173 per la prima volta nel Catalogo dei Baroni di Guglielmo il Buono, mentre in alcuni documenti del XIII secolo appare nelle adiacenze di Rocca de Vivo (Roccavivi) l'unico toponimo riconducibile alla contemporanea San Giovanni.
Intorno alla metà nel secolo successivo documenti ecclesiastici della diocesi sorana riportano in territorio di San Giovanni de Collibus l'omonima abbazia e la chiesa scomparsa di Sant'Elia che era situata sul colle Mattone. Il toponimo San Johannes de Collibus (San Giovanni dei Colli) appare in altri carteggi fino alla metà del XVII secolo. Unitamente a San Vincenzo e Castronovo venne menzionata tra i casali di Morrea, all'epoca centro più importante dell'area insieme a Balsorano. Il centro ha seguito le vicende storiche degli altri paesi della valle Roveto, controllati dai conti di Albe e successivamente dai conti di Celano e dai Piccolomini, baroni di Balsorano.
Conquistata l'autonomia amministrativa con l'istituzione della locale universitas venne predisposto anche lo stemma del comune. Il catasto onciario di San Giovanni è datato 1754. Con l'abolizione dei feudi nel 1806 San Giovanni venne incluso nel comune riunito di Balsorano con Roccavivi, e Rendinara. Dieci anni dopo, nel 1816, venne incluso nel comune di San Vincenzo Valle Roveto, appartenente al circondario di Civitella Roveto e al distretto di Avezzano.
Nel XIX secolo il paese è stato al centro delle vicende legate al brigantaggio essendo situato in uno dei passi montani che collegano la valle Roveto all'area fucense attraverso la Vallelonga. I briganti si resero protagonisti di assalimenti e scorribande consumate tra le montagne di San Giovanni e Collelongo ai danni di mercanti e viaggiatori che all'epoca dovevano raggiungere la Marsica dalla valle del Liri.
Solo verso la fine del 1800 il paese assunse la denominazione ufficiale di San Giovanni Valle Roveto per distinguersi dalla vicina San Giovanni di Sante Marie e da altre località omonime della regione abruzzese. Il paese risultò quasi completamente distrutto a seguito del terremoto della Marsica del 1915 che in questi luoghi causò decine di vittime; la ricostruzione venne in parte delocalizzata più a valle lungo la strada statale 82 della Valle del Liri dove sorse la località chiamata San Giovanni Valle Roveto Nuova.

## Monumenti e luoghi d'interesse

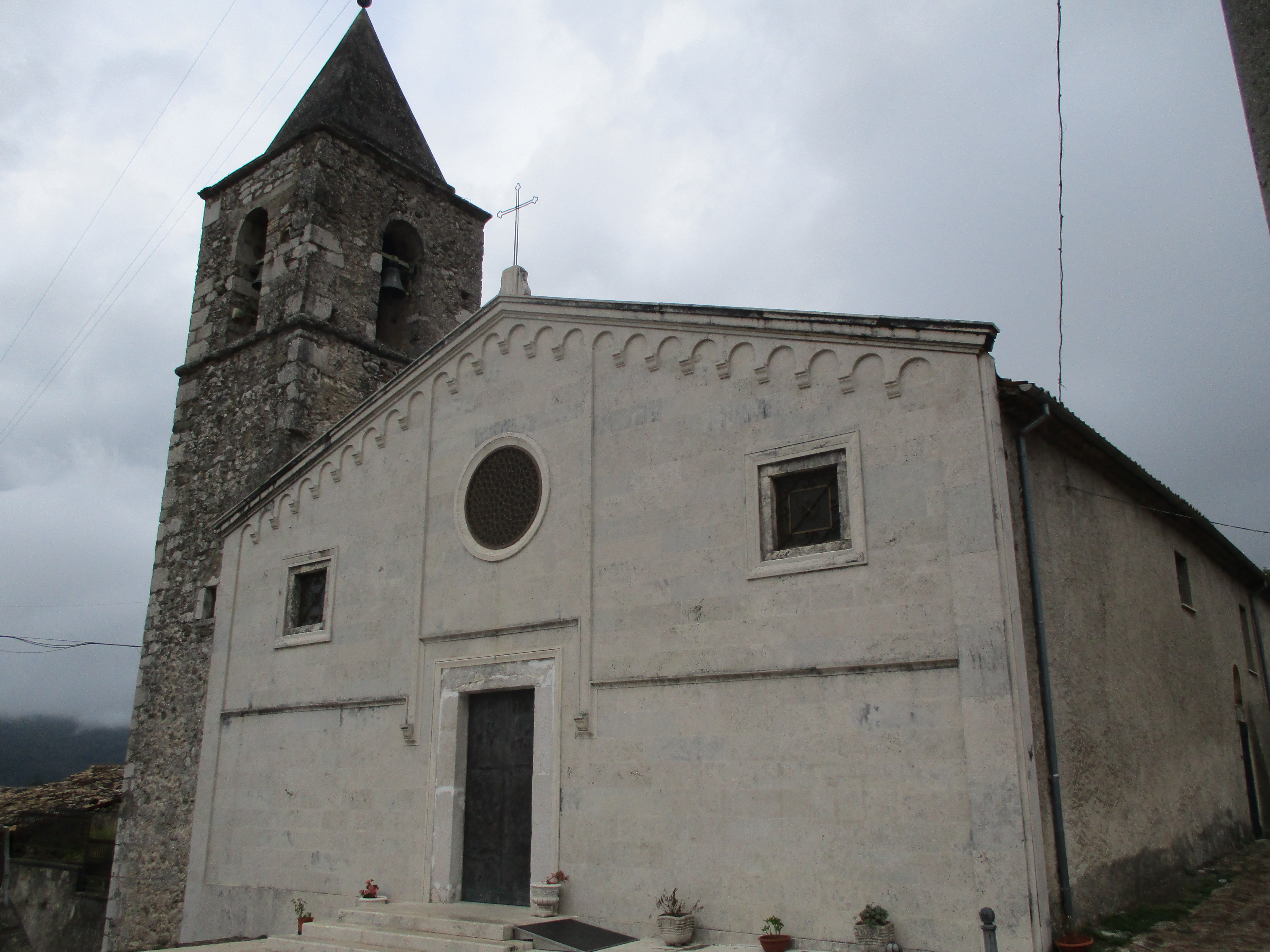
Facciata della chiesa dei SS. Giovanni Battista ed Evangelista

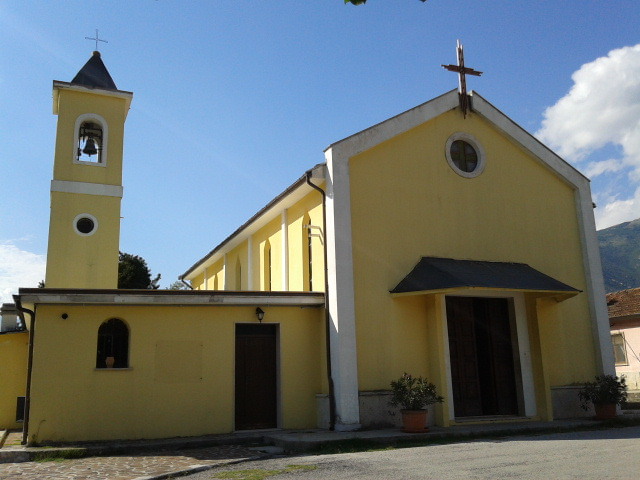
Chiesa di San Gioacchino

### Architetture religiose
- Chiesa dei SS. Giovanni Battista ed Evangelista: l'edificio sacro in stile romanico è stato edificato nel XIV secolo[13], al suo interno c'è una tomba terragna preesistente del III-II secolo a.C. che presenta una dedica da parte della locale famiglia italica dei Gavii alla figura mitologica di Hercole[14]. La chiesa a tre navate, chiamata anche santuario di San Diodato, custodisce il corpo dell'abate di Montecassino. La lunetta che sovrasta la porta laterale (detta di san Diodato) è decorata da un affresco in cui sono raffigurati san Giovanni evangelista e san Diodato[15]. Prima del restauro terminato nel 1992 presentava un pronao, mentre la piazzetta antistante aveva una pavimentazione in pietra viva[16].
- Chiesa di San Gioacchino a San Giovanni Nuovo: la chiesa è stata costruita nel borgo nuovo realizzato dopo il sisma del 1915[17].
- Ruderi della chiesa e cappella dell'Annunziata nella parte superiore del borgo vecchio.

### Architetture civili
- Casa natale di Bartolomeo Taddei (7 novembre 1837 – 3 giugno 1913), missionario gesuita in Brasile. Pose la prima pietra per l'edificazione del santuario del Sacro Cuore a Itu (Diocesi di Jundiaí) e della chiesa del Sacro Cuore a Santos (Diocesi di Santos) nello Stato di San Paolo[18].

### Aree naturali
- Pizzo Deta
- Valle Roveto

## Società

### Tradizioni e folclore
Ogni anno il 27 settembre si celebra la festa con riti religiosi e civili in onore di san Diodato, compatrono insieme a san Gioacchino. Il 18 settembre 1617 ci fu il ritrovamento delle sue reliquie custodite nella chiesa dei Santi Giovanni Battista ed Evangelista nel borgo vecchio. In occasione della festività gli abitanti del nuovo borgo tornano in quello vecchio insieme agli abitanti del vicino borgo di San Vincenzo Vecchio.
Nel mese di novembre si svolge anche a San Giovanni e nel territorio comunale di San Vincenzo si svolge la manifestazione "Frantoi aperti" volta a valorizzare l'olio extravergine della valle Roveto, in particolare le varietà Alvia e Monicella.

## Economia

### Artigianato
Tra le attività economiche più tradizionali, diffuse e rinomate vi sono quelle artigianali, come la produzione di canestri in vimini dovuta alla maestria degli intrecciatori locali.

## Infrastrutture e trasporti

### Strade
Il centro urbano di San Giovanni Nuovo si trova nelle adiacenze della strada statale 82 nella fondovalle del Liri, mentre San Giovanni Vecchio è raggiungibile attraverso una strada carrozzabile.

### Ferrovie
La più vicina stazione è quella di San Vincenzo Valle Roveto posta lungo la linea ferroviaria Avezzano-Roccasecca.